# Digi24
Digi 24 est une chaîne de télévision d'information créée le 1er mars 2012, à Bucarest, par RCS & RDS.
Digi 24 peut être reçu au format SDTV standard, au format HD, et même au format 4K. Étant une station de la société RCS & RDS, elle ne pouvait être reçue, au cours des deux premières années, que sur le réseau câble et satellite RCS & RDS, puis à partir de 2014, elle a été déclarée obligatoirement retransmise, entrant dans la liste de diffusion de toutes les entreprises câble et satellite ("must-carry") de Roumanie, même dans les réseaux d'émission des entreprises concurrentes,,,,,.
À partir du 1er octobre 2021, la chaîne de radio Digi 24 FM a été lancée et est rediffusée sur FM DIGI 24.